# Тбилиси (ракетный катер)
«Тбилиси» — ракетный катер проекта 206 МР Черноморского флота СССР и России (1981—1997), ВМС Украины (1997—1999) и ВМС Грузии (1999—2008). В Советском и российском флоте нес обозначение «Р-15», в ВМС Украины получил имя «Конотоп», в ВМС Грузии переименован в «Тбилиси».

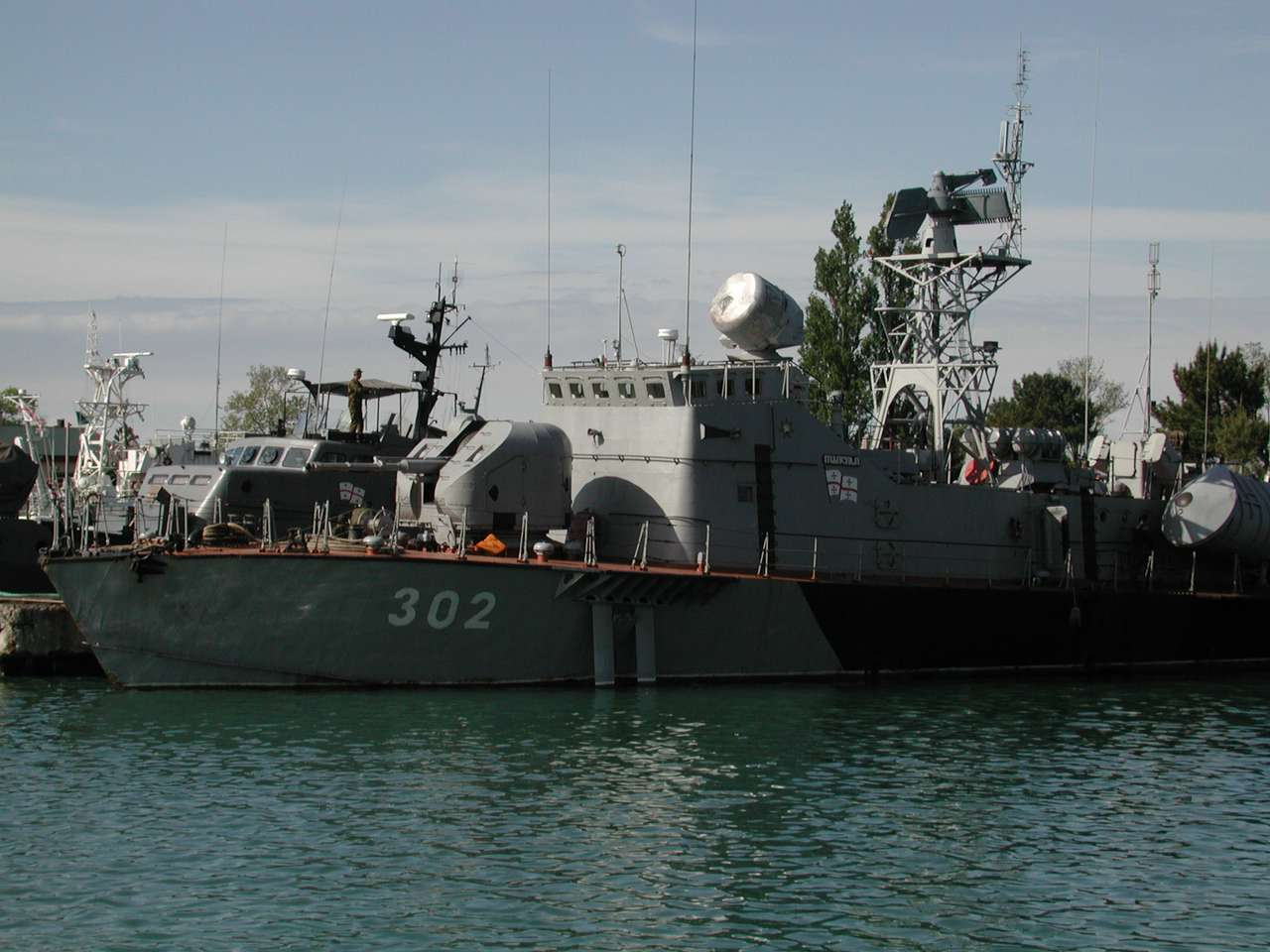

## Служба
Ракетный катер был построен на Средне-Невском судостроительном заводе в Ленинграде, вступил в строй Черноморского флота 29 октября 1981 года.
Входил в состав 296-го Констанского дивизиона ракетных катеров 41-й бригады ракетных катеров, базировавшейся на поселок Черноморское. После распада СССР базировался в Севастополе. 12 августа 1997 года катер был передан из состава Черноморского флота в состав ВМС Украины, где был переименован в «Конотоп», при этом получив бортовой номер «U150».
30 июня 1999 года по предварительной договоренности правительств Украины и Грузии состоялась передача катера ВМС Украины «Конотоп» грузинскому военному флоту. В течение предыдущих 2,5 месяцев на катере были осуществлены ремонтные работы за счет грузинской стороны. Украина передала катер Грузии в комплекте с 4 ПКР П-15М «Термит». Ранее ракетный катер «Конотоп» подлежал списанию.
В ВМС Грузии катер переименован в «Тбилиси» и получил новый бортовой номер — «302».
13 августа 2008 года в ходе российско-грузинской войны брошенный ракетный катер «Тбилиси» был уничтожен российскими военнослужащими у причала в порту  Поти. В ходе пожара ракетный катер выгорел практически полностью, затонув у причала.

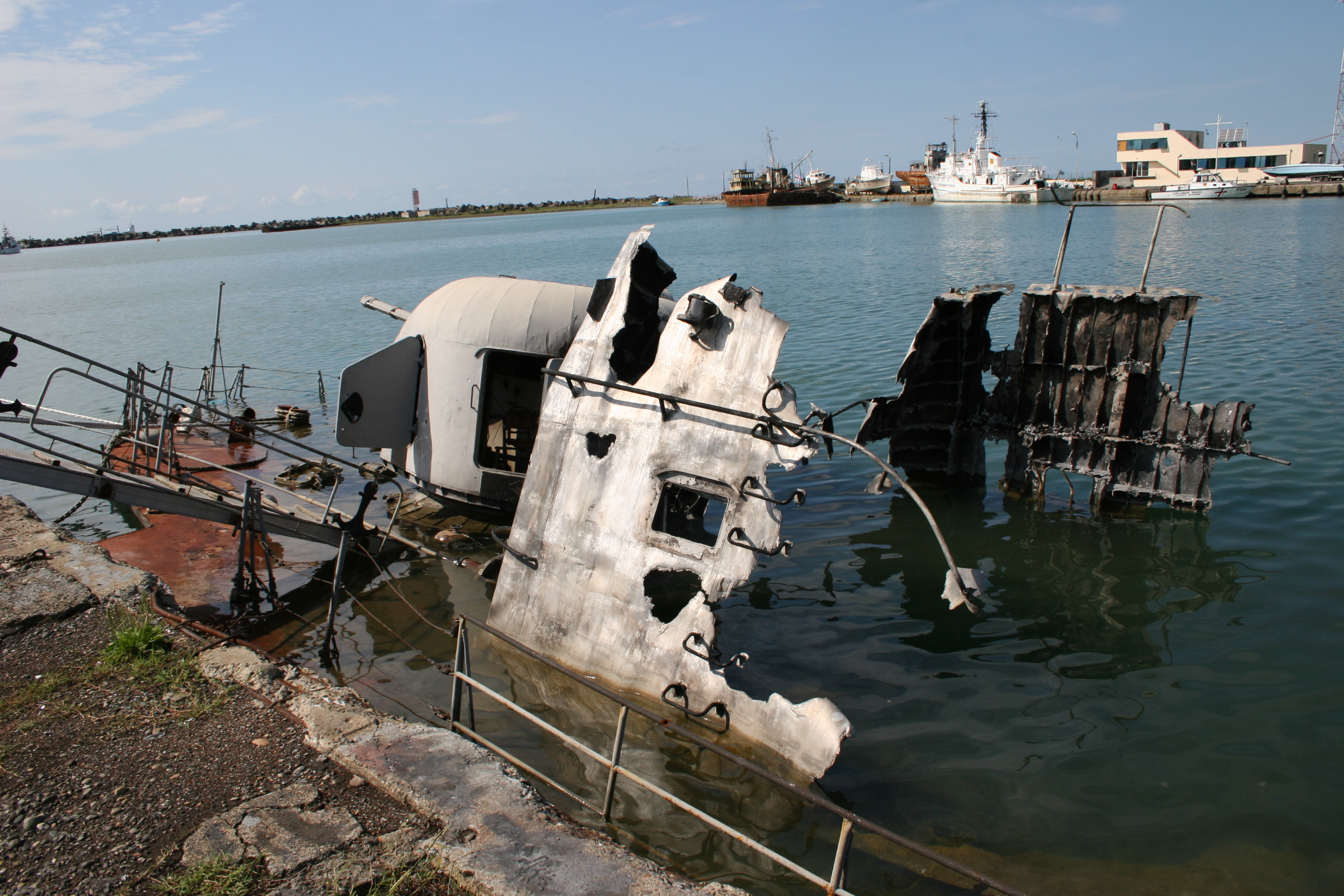
Уничтоженный ракетный катер ВМС Грузии "Тбилиси" в порту Поти.

## После войны
Корабли, затопленные в акватории порта Поти, позднее были выставлены на торги одним лотом. Стартовая цена трех ракетных катеров, среди которых находился «Тбилиси», составляла всего 10 долларов.
Корпуса ракетных катеров были проданы за 61 тысячу долларов гражданину Турции Джему Аидемиру, который обязался за три месяца самостоятельно поднять и вывезти останки затопленных в Поти судов.
Средства, полученные в результате продажи, были направлены в государственный бюджет Грузии.